# Mistrzostwa Świata Juniorów w Short Tracku 2023
29. Mistrzostwa Świata Juniorów w Short Tracku odbyły się w Dreźnie w dniach 27–29 stycznia 2023. Organizatorem zawodów była Międzynarodowa Unia Łyżwiarska (ISU). Zawodnicy i zawodniczki rywalizowali w JOYNEXT Arenie.

## Klasyfikacja medalowa
Gospodarz (Niemcy)
| Lp.     | Reprezentacja     | Złoto | Srebro | Brąz | Razem |
| 1.      | Korea Południowa  | 6     | 2      | 3    | 11    |
| 2.      | Kanada            | 1     | 3      | 0    | 4     |
| 3.      | Polska            | 1     | 0      | 1    | 2     |
| 4.      | Chiny             | 0     | 1      | 2    | 3     |
| 5.      | Stany Zjednoczone | 0     | 1      | 1    | 2     |
| 6.      | Japonia           | 0     | 1      | 0    | 1     |
| 7.      | Węgry             | 0     | 0      | 1    | 1     |
| Łącznie | Łącznie           | 8     | 8      | 8    | 24    |

## Medaliści i medalistki

### Juniorzy
| Konkurencja          | Złoto                                                                      | Czas     | Srebro                                                               | Czas     | Brąz                                                                       | Czas     |
| 500 metrów           | Michał Niewiński                                                           | 41,093   | Marcus Howard                                                        | 41,286   | Li Kun                                                                     | 41,425   |
| 1000 metrów          | Lee Dong-hyun                                                              | 1:23,549 | Shin Dong-min                                                        | 1:23,701 | Michał Niewiński                                                           | 1:23,814 |
| 1500 metrów          | Lee Dong-hyun                                                              | 2:11,934 | Shin Dong-min                                                        | 2:12,064 | Lee Dong-min                                                               | 2:12,167 |
| Sztafeta 3000 metrów | Korea Południowa Lee Do-gyu · Lee Dong-hyun · Lee Dong-min · Shin Dong-min | 3:57,263 | Japonia Kosei Hayashi · Teruhisa Miyoshi · Emu Natsume · Takumi Wada | 4:01,665 | Stany Zjednoczone Marcus Howard · Justin Liu · Ryan Shane · Seung-Min Kwon | 4:01,863 |

### Juniorki
| Konkurencja          | Złoto                                                             | Czas     | Srebro                                                   | Czas     | Brąz                                                               | Czas     |
| 500 metrów           | Florence Brunelle                                                 | 44,827   | Ann-Sophie Bachand                                       | 45,273   | Song Jiarui                                                        | 45,360   |
| 1000 metrów          | Kim Gil-li                                                        | 1:32,294 | Florence Brunelle                                        | 1:32,780 | Oh Song-mi                                                         | 1:32,960 |
| 1500 metrów          | Kim Gil-li                                                        | 2:36,639 | Florence Brunelle                                        | 2:36,786 | Oh Song-mi                                                         | 2:36,873 |
| Sztafeta 3000 metrów | Korea Południowa Kim Gil-li · Kim Ji-won · Oh Song-mi · Seo Su-ah | 4:15,635 | Chiny Cai Shenyi · Song Jiarui · Wang Ye · Zhang Jianing | 4:16,342 | Węgry Eszter Tóth · Maja Somodi · Melinda Schönborn · Dóra Szigeti | 4:20,310 |

## Wyniki reprezentantów Polski
Juniorzy
| Zawodnik | 500 | 1000 | 1500 | RL |
| Polska | —   | —    | —    | 9  |
| Krzysztof Mądry | 37  | –    | –    | +  |
| Adam Muchlado | –   | –    | 47   | +  |
| Michał Niewiński | 1   | 3    | 4    | +  |
| Dominik Palenceusz | –   | 40   | –    | +  |
| 1. 2. 3. Finał A Finał B Półfinał Ćwierćfinał Repasaż półfinałowy Repasaż ćwierćfinałowy Eliminacje Preeliminacje RL – Sztafeta DNF – Zawodnik nie ukończył biegu DNS – Zawodnik nie pojawił się na starcie biegu PEN – Zawodnik został ukarany dyskwalifikacją |     |      |      |    |

Juniorki
| Zawodniczka | 500 | 1000  | 1500  | RL |
| Polska | —   | —     | —     | 10 |
| Agnieszka Bogdanowicz | 29  | –     | –     | +  |
| Anna Falkowska | –   | 27PEN | 52PEN | +  |
| Ada Majewska | –   | –     | 53PEN | +  |
| Michalina Wawer | 14  | 8     | 26    | +  |
| 1. 2. 3. Finał A Finał B Półfinał Ćwierćfinał Repasaż półfinałowy Repasaż ćwierćfinałowy Eliminacje Preeliminacje RL – Sztafeta DNF – Zawodniczka nie ukończyła biegu DNS – Zawodniczka nie pojawiła się na starcie biegu PEN – Zawodniczka została ukarana dyskwalifikacją |     |       |       |    |